# Radu Goldiș
Radu Goldiș (n. 1947, București) este un chitarist și compozitor de muzică de jazz originar din România, actualmente stabilit în Statele Unite ale Americii.
Absolvent al Conservatorului Ciprian Porumbescu (secția muzicologie), a fost influențat de Kenny Burrell, Joe Pass, Wes Montgomery și Rune Gustafsson.
A colaborat cu mulți jazzmeni români cunoscuți, de exemplu Johnny Răducanu și Eugen Gondi.
Este compozitorul muzicii filmelor Zile fierbinți (1975), Accident (1977) și E-atît de-aproape fericirea (1978). A compus, împreună cu Adrian Enescu, muzica filmului românesc Al patrulea stol (1979) și, împreună cu Petru Mărgineanu, muzica filmului româno-american Punctul zero (1996).
A colaborat recent și cu Margareta Pâslaru.

## Discografie
- Alter Ego (LP), Electrecord, 1980
- Jazz Restitutio 4 (LP, RP)	Spinning Wheel, Electrecord, 1993
- Romanian Jazz: Jazz From The Electrecord Archives 1966-1978 (LP)	Balada, Sonar Kollektiv,	2007
- Romanian Jazz: Jazz From The Electrecord Archives 1966-1978 (CD)	Balada, Sonar Kollektiv,	2007

## Filmografie

### Actor
- Melodii, melodii (1978)

### Muzică de film
- Zile fierbinți (1975) - împreună cu Richard Oschanitzky
- Accident (1977)
- E-atît de-aproape fericirea (1978)
- Al patrulea stol (1979) - împreună cu Adrian Enescu